# 柳エンド・水町千代子
柳エンド・水町千代子（やなぎえんど・みずまちちよこ）は戦後にかけて活躍した夫婦歌謡音曲漫才コンビ。コンビ結成時期不明。
三遊亭柳枝門下。

## 来歴・芸風
エンドは最初は「東幸夫」という芸名であった。また1938年頃に吉本興業で秋田實が開いた漫才道場の第一期研修生になる。のちに柳枝門下で「三遊亭柳馬」から「柳柳笑」を経て「柳エンド」と改名した。コンビ別れが多く最初の相方が東九馬で以降何度も変え、柳馬の時の最初の相方が三遊亭柳太郎、戦後の柳笑時代には東文章と組む。解散後妻の千代子と組んだ。
千代子は芸能一家に生まれ、母は若松家正八・前田すみ子のすみ子で父も兄弟もみな芸人だった、幼い頃から芸を仕込まれ戦後エンドと組む。
一時吉本興業の花月に出ていたこともあったがほとんどが地方での活動で、その後エンドの病気がちで舞台に出なくなった、舞台でなくなってからは道頓堀角座の頭取をしていたが没した、千代子もその後引退した。2011年1月現在は千代子は茨木で隠居生活を送っている。
芸風はエンドの背広と千代子のドレス姿にアコーディオンを持った歌謡音曲漫才であった。

## メンバー
- 柳エンド（本名・八木浩司、1912年 - ？）
- 水町千代子（本名・八木（旧姓：前田？）千代子、1930年 - 存命）